# Gaspar de Zúñiga Acevedo y Velasco
Gaspar de Zúñiga Acevedo y Velasco (Castillo de Monterrey, Monterrey, 1560-Lima, 10 de febrero de 1606), noble español de la Casa de Zúñiga, V conde de Monterrey, señor de Biedma, Ulloa y de la casa de la Ribera, pertiguero mayor de Santiago de Compostela, virrey, gobernador y capitán general del reino de la Nueva España, presidente de la Real Audiencia de México, luego virrey, gobernador y capitán general del reino del Perú, presidente de la Real Audiencia de la Ciudad de los Reyes (Lima).

## Filiación
Hijo de Jerónimo de Zúñiga Acevedo y Fonseca, IV conde de Monterrey, señor de Biedma, Ulloa y de la casa de la Ribera, pertiguero mayor de Santiago de Compostela, y de su esposa Inés de Velasco y Tovar, hija de Juan de Velasco y Tovar, marqués de Berlanga, y de su esposa Juana Enríquez de Ribera. A la muerte de su padre en 1563 lo vino a heredar y fue V conde de Monterrey. Se casó en 1583 con Inés de Velasco y Aragón, hija de Íñigo Fernández de Velasco y Tovar, VI conde de Haro, IV duque de Frías, condestable de Castilla, y de su esposa Ana Ángela de Aragón y Guzmán. Las capitulaciones entre el conde de Monterrey y el duque de Frías, sobre el matrimonio de sus hijos Gaspar e Inés fueron otorgadas en 1563.  Gaspar e Inés tuvieron en su matrimonio varios hijos:
- Pedro Jerónimo, que murió joven, por lo que vino a heredarlo su hermano menor;
- Manuel de Acevedo y Zúñiga, casado con Leonor de Guzmán, hija de Enrique de Guzmán, II conde de Olivares, y de María Pimentel de Fonseca y Zúñiga (hermana de Gaspar);
- Inés de Zúñiga y Velasco casada con Gaspar de Guzmán y Pimentel, conde-duque de Olivares, válido del rey Felipe IV;
- María de Zúñiga y Aragón, que murió soltera;
- Catalina de Fonseca y Zúñiga, monja en el convento de Santa Cruz de Valladolid.

## Ayuda militar al rey Felipe II
Gaspar estudió en Monterrey en el colegio de los jesuitas fundado por su abuelo Alonso de Zúñiga y Acevedo Fonseca, III conde de Monterrey. A la edad de 18 años, decidió en 1578 dar ayuda al rey Felipe II, con sus tropas gallegas pagadas a su costo, en acciones militares en la frontera de Portugal, reduciendo a la obediencia del rey Felipe II dieciocho villas. Gaspar con sus tropas gallegas junto con las de su primo Francisco de Zúñiga y Sotomayor, IV duque de Béjar y Plasencia, y los ejércitos reales al mando de Fernando Álvarez de Toledo, III duque de Alba de Tormes, participaron en la revista a la entrada al Portugal, que hizo el rey Felipe II, en Cantillana cerca de Badajoz, el día 15 de junio de 1580. Gaspar defendió con sus tropas gallegas el puerto de la Coruña cuando fue atacado por el corsario inglés Francis Drake en 1589. Gaspar tuvo que litigar en 1594 con su pariente Fernando de Castro y Andrade, conde de Lemos, ante el Consejo Real de Castilla por un trámite del pleito sobre los bienes de la Casa de Ulloa.

## Virrey del reino de la Nueva España
Gaspar de Zúñiga fue nombrado por el rey Felipe II el 28 de mayo de 1595 virrey, gobernador y capitán general del reino de la Nueva España y presidente de la Real Audiencia de México. Fue el noveno virrey de la Nueva España, que gobernó del 1595 hasta 1603. El permiso de salida fue firmado por Felipe II en Madrid el 27 de junio de 1595 y el expediente de información y licencia de pasajero a Indias, pasando con 70 criados, de ellos doce casados con esposas e hijos, y 58 solteros, se puede consultar en el Archivo de Indias. Llegó a Veracruz a mediados de septiembre en la flota del general Luis Fajardo; se entrevistó  en Acolmán un día con su antecesor, Luis de Velasco y Castilla, marqués de Salinas, y el 5 de noviembre de 1595 hizo su entrada oficial en la capital mexicana.
Zúñiga decidió al comenzar su gobierno, para conseguir un aumento de las rentas de la corona, poblar la provincia de Nuevo México. Estudió el tratado celebrado entre su predecesor y Francisco de Oñate, lo corrigió y nombró a Vicente Saldivar para su ejecución. Las compañías reclutadas se amotinaron en Taxco, a 200 leguas de México. El virrey puso la expedición al mando del capitán Lope de Ulloa para castigar a los rebeldes y obligar a las tropas a continuar con la expedición. Nuevo México fue ocupado sin que los indígenas hicieran resistencia.  La expedición fundó la ciudad de Santa Fe y llegó en sus exploraciones hasta la actual Nebraska, pero no encontró las famosas siete ciudades de oro en las provincias de Cíbola y Quivira.
Los piratas, al mando de Guillermo Paro, sorprenden Campeche en 1597 sembrando el terror. Después de una fuerte resistencia son vencidos por los vecinos y su jefe gravemente herido y luego ajusticiado. El virrey conde de Monterrey ordenó la protección de los puertos y el traslado de la población de Veracruz al lugar donde hoy se encuentra, frente al castillo de San Juan de Ulúa, y en 1600 se comenzó con la construcción de la ciudad.
Durante su gobierno en México puso mucho empeño en que los indios que vivían esparcidos por los montes fueran reunidos en poblados, pero conservando para aquellos sus derechos en sus tierras, así mismo dispuso que los indios fueran libres para el servicio de los campos y las minas para evitar que fueran engañados y explotados por los mineros y por los ricos propietarios. En 1601 se levantaron los indios de la sierra de Topia debido al cruel trabajo que llevaban en las minas. El obispo de Guadalajara, Ildefonso de la Mota, fundó varias misiones de jesuitas, logrando apaciguar a los indios.
El rey Felipe III lo nombró el 19 de mayo de 1603 virrey, gobernador y capitán general del reino de Nueva Castilla (Perú) así como presidente de la Real Audiencia de Lima. Esperó en México la llegada de su sucesor Juan de Mendoza y Luna, marqués de Montesclaros, quien vino acompañado por su esposa y a quienes el 4 de octubre de 1603 los recibió en Otumba con gran pompa, dando un hospedaje y fiestas suntuosas que duraron ocho días, a su costa, luego siguió rumbo a Acapulco acompañado por una gran cantidad de indios llorando por su partida. Una demostración como ésta de cariño y reconocimiento sentida por los indios no se había hecho con ninguno de sus antecesores y tampoco se hizo con sus sucesores. Fue un virrey, dicen los cronistas, adornado de grandes virtudes y reconocido por los indios como su «benefactor y padre».

### Exploraciones
Entre sus primeros actos como virrey estuvo la organización de una expedición por tierra para explorar y colonizar el norte del Nuevo Reino de León y Castilla (actual Nuevo México), siguiendo una política de su antecesor, el virrey Velasco. La famosa expedición, al mando de Juan de Oñate, se había retrasado a sugerencia de Velasco para revisar el acuerdo. Oñate se convertiría en gobernador de la provincia y fundaría la antigua ciudad de Santa Fe. La búsqueda oficial de Oñate no localizó las legendarias Siete Ciudades de Oro que se pensaba estarían en las provincias de Cíbola y Quivira.
También envió dos expediciones para explorar la costa del Pacífico desde México. Dispuso en 1596 enviar una expedición para explorar y colonizar California, de donde llegaban noticias de existir ricos criaderos de perlas. Nombró jefe de la expedición al almirante Sebastián Vizcaíno. La expedición compuesta de tres navíos salió de Acapulco y descubrió todo el litoral de California. Fundó el puerto de  La Paz, llamado así por su amistosa recepción por parte de los indígenas. También descubrió el cabo San Sebastián.
Una expedición posterior de Vizcaíno con la misma misión zarpó el 5 de mayo de 1602 con cuatro barcos. Esa expedición fue más fructífera. Se funda Ensenada (Baja California) . Se exploró la bahía de San Diego y se nombró a Isla Catalina. Los exploradores llegaron tan al norte como la bahía de Monterrey, Alta California, que Vizcaíno nombró en honor al virrey.   Los planes posteriores para colonizar la Alta California fracasaron ya que el sucesor de Zúñiga, Juan de Mendoza, tercer marqués de Montesclaros, era menos favorable a esos intentos de colonización. Será el padre jesuita Juan María Salvatierra quien fundará la ciudad de Loreto en la costa oriental de la Baja California.
También se fundó la capital de Nuevo León, a la que se le dio el nombre de Monterrey en su honor.

## Virrey del reino del Perú
El conde de Monterrey, fue el décimo virrey del Perú, que gobernó del 1604 al 1606. Su despedida de México fue muy suntuosa y espléndida, se embarcó en Acapulco el primero de abril de 1604 estando delicado de salud, arribó a Paita el 24 de mayo y por diversas causas, enfermedad y mal tiempo se vio obligado a proseguir el viaje por tierra, no obstante lo fatigoso de las jornadas y el 14 de julio salió en dirección a Lima, en agosto pasaba por Lambayeque y en octubre salía de Trujillo, en noviembre pasó unos días en Huaura y, finalmente, después de haberse entrevistado con su antecesor, nuevamente Luis de Velasco y Castilla, Marqués de Salinas, hizo su entrada oficial en Lima el 8 de diciembre de 1604.
El cabildo de Lima hizo postergar las fiestas, que de costumbre se celebraban al advenimiento del nuevo virrey, por tener que realizarse un auto de fe el 13 de marzo de 1605 (reos de poca consideración, que no fueron quemados). Las fiestas en honor del conde de Monterrey se celebraron con corrida de toros y juego de cañas el 15 de abril y los estudiantes del colegio de San Pablo le dieron recibimiento el 29 de julio del mismo año.
El virrey conde de Monterrey impuso en 1604 el impuesto de pesas y medidas para financiamiento del Cabildo. El 25 de noviembre de 1604 fuertes temblores de tierra causaron en la provincia de Arequipa graves daños. Conociendo el conde de Monterrey, la emigración de indios, que por temor huyeron de sus pueblos, a consecuencia de los grandes estragos y repetidos temblores que causó la erupción del volcán Huaynaputina en 1600 en la provincia de Arequipa, comisionó al licenciado Juan Antonio de Rivero y Alderete para que dé un informe sobre los daños ocurridos y para que consiga buscar los prófugos, hacer que regresen con sus familias y trabajen en la reconstrucción de sus pueblos.
El conde de Monterrey al tener conocimiento, envió una nave a la isla de Galápagos para rescatar a diez naufragados, que habían permanecido allí dos años de penurias. La nave trajo a los rescatados en noviembre de 1605 a Lima.
Mandó crear el Tribunal de Cuentas con los fueros y preeminencias de la Contaduría Mayor de Castilla. El Tribunal quedó organizado en febrero de 1607. Se erigió el obispado de Santa Cruz de la Sierra en 1605. Se fundaron en Lima los monasterios de la recoleta de Belén, de religiosos mercedarios, la recolección de Santa María Magdalena, de religiosos dominicanos y el colegio de San Ildefonso, de la orden de San Agustín.
Su obra colonizadora prevenía la fundación de villas. Se fundó el 29 de septiembre de 1606 la villa de San Miguel de Ibarra en el Ecuador. Esta villa debía de servir de enlace entre Quito y Pasto, así como entre Quito y la provincia de Esmeralda. San Felipe de Austria de Oruro en Bolivia se fundó el primero de noviembre de 1606. La villa situada en un centro minero creció rápidamente.
Ordenó la expedición para el descubrimiento de las islas Indias Australes en el Mar del Sur cumpliendo los deseos del rey Felipe III manifestadas en su nombramiento. Puso la expedición al mando del capitán mercante y cabo Pedro Fernández de Quirós, asistido por el capitán de Marina Diego de Prado y Tovar al mando de la nao San Pedro y San Pablo, 60 toneladas, de Luis Báez de Torres al mando de la nao Almiranta San Pedrico, 40 toneladas, y de Pedro Bernal al mando de una lancha inglesa, Los Reyes Magos, lista en caso de desembarco. Las tres naves llevaban sesenta, cuarenta y doce marineros respectivamente, entre castellanos, portugueses y flamencos. Los tres navíos llevaban el matelotaje necesario para su éxito en cuanto a agua, alimentos y armas. Fueron a bordo también seis religiosos franciscanos, Fray Martín de Bonilla como comisario de estos. Salió del Callao con gran solemnidad el 21 de diciembre de 1605. El papa Clemente VIII había concedido tres años antes indulgencias a los expedicionarios a petición de Diego de Prado, con la intermediación de Cristóbal Clavio. Tras la travesía del Pacífico Quirós muestra más interés por el comercio con Manila que por el descubrimiento y conspira para cambiar la dirección de la expedición hacia el nordeste cuando ésta apercibía signos de aproximarse a tierra firme, a latitud 26. Esta tierra firme estaba evidenciada por signos tales como las nubes continentales, por el tipo de tormentas y por la manera de ponerse del sol en lo que sería el Sur de Nueva Caledonia. Este cambio en contra de lo acordado en consejo de oficiales y la ira por haber utilizado parte de los toneles destinados al agua para mercar con vino en Manila provoca el motín y la separación tras haber explorado las Islas del Espíritu Santo (Vanuatu). Posteriormente Quirós vuelve desposeído de mando a Acapulco en la nao capitana.
Diego de Prado y Luis Báez de Torres continúan la empresa. Navegan por la costa de Nueva Guinea, que cartografían y a la que bautizan Magna Margarita en honor a la reina. Posteriormente navegan hacia la tierra firme de la que han tenido ya evidencias cuando navegaban en latitud 26.º. Cuando son conscientes de que se trata de tierra firme toman posesión de lo que creen un nuevo continente, lo bautizan Austrialia del Espíritu Santo, en honor a la Casa de Austria. Encuentran numerosas poblaciones de tez relativamente clara y bastante organizados, Diego de Prado los denomina canacs. La acogida es a veces pacífica y a veces violenta. La expedición muestra mucha cautela de no agredir gratuitamente a los indígenas. Así mismo, descubren evidencias de la presencia mercante esporádica de comerciantes chinos. De Prado anota todos los indicios de riqueza mineral, vegetal y animal. Cuando han recorrido decenas de leguas de costa en lo que sería Queensland vuelven al norte, evitando las barreras de arrecifes ("baxos" en el relato). Capturan a algunos indígenas para cristianizarlos en Manila, pero no pudieron establecerse definitivamente en ellas. La expedición continúa por el estrecho de Tovar, rebautizado por los navegantes ingleses como Estrecho de Torres, por Nueva Guinea y Borneo, donde cruzan los primeros indígenas lusófonos que les indican la cercanía a tierra explorada. En Manila, el gobernador parece retrasar la noticia del descubrimiento por intereses comerciales y celos a una nueva tierra que haría sombra a Filipinas, mientras tanto, Quirós inunda la secretaría de Estado de relatos ficticios para ganar favores reales, pues era consciente de la existencia de tierra firme austral. Pese a las cartas, relatos, mapas y envío de un indígena al Rey, la Administración Pública Española entierra en los archivos el descubrimiento y toma de posesión de Australia. En aquellos años se predecía que la talla de las Indias Australes fuese similar a la de América, por lo que es posible que la Administración se encontrase sin recursos para emprender otra colonización. Gaspar de Zúñiga nunca conocerá el resultado de esta expedición que financió, pues el descubrimiento acaece en 1608. El cambio de Virrey en Perú ha podido influir también en el desenlace de la historia. Báez de Torres continuará sirviendo a la Marina de manera discreta, Diego de Prado y Tovar, volverá por Goa, Ormuz, peregrinando a Alepo y de nuevo en barco vía Malta hasta llegar a Madrid, se ordenará monje y se encerrará en el convento de San Basilio de Madrid, calle del Desengaño, hoy desaparecido. Los exploradores ingleses del siglo XVIII conocían el relato de Torres y lo respetaban como precursor. El estandarte de Diego de Prado, una Cruz de Malta sobre fondo blanco figura hoy en la bandera del Estado australiano de Queensland.
También ordenó la expedición a las tierras de los mojos en el oriente del Alto Perú (hoy Bolivia).
Hizo intensificar la minería, en especial la explotación de las minas de azogue, tan importantes en aquella época, por servir el azogue para la extracción de plata y oro.  Promulgó ordenanzas para asegurar la buena calidad de las obras de artesanía, impedir el monopolio y conseguir artesanos capacitados en el ejercicio de su arte y de buena fama.
La prosperidad de los mestizos y mulatos en la América fue muy notoria en esta época. El virrey conde de Monterrey se vio obligado a redactar ordenanzas prohibiendo los atuendos de lujo a las mulatas, la posesión de armas a los mulatos y, además, prohibiendo que fueran de acompañantes de personas de calidad más de dos. Estas ordenanzas fueron en Nueva España años más tarde, en 1612, ampliadas por su sucesores y se extendieron a los negros, filipinos y chinos.
El conde de Monterrey, virrey de México y del Perú fue muy piadoso, su honradez era acrisolada. Con su patrimonio cubrió las deudas del Estado. A pesar de su quebrantada salud visitaba iglesias, repartía en limosna y actos de caridad todas sus rentas. En su época vivieron en Lima ejemplares de piedad y religiosidad como el arzobispo Toribio de Mogrovejo, Isabel Flores de Oliva, Martín de Porras, que fueron santificados por la Iglesia Católica. Sucedieron en el Perú por esos años raros acontecimientos, como los cronistas de la época lo relatan, los sucesos del terremoto de Arequipa, resurrección de muertos, arrepentimiento de herejes, apariciones de almas. El conde de Monterrey recibió el apodo el Virrey de los Milagros. El cronista indio Felipe Guamán Poma de Ayala atestigua que el conde de Monterrey daba limosna a los pobres, favorecía a los indios, honraba a los incas y caciques, y castigaba a los corregidores, encomenderos y españoles quienes maltrataban a los indios.
Falleció en Lima el 10 de febrero de 1606 después de una larga y penosa enfermedad que lo obligó a guardar cama por más de 2 meses, que pasó en la hacienda la Granja, de los padres dominicanos, situada en Limatambo. En su testamento dejó por albaceas a Diego de Portugal, alcalde ordinario de la ciudad de los Reyes en 1606 y a Diego Núñez de Avendaño, quien al ser el Oidor más antiguo de la Real Audiencia ejerció el gobierno en ausencia del virrey, pero falleció meses después el 26 de mayo de 1606. Los costos de su entierro fueron cubiertos por la Real Audiencia al no haber dinero en la casa del virrey conde de Monterrey y se lo enterró en la iglesia de San Pedro de la Compañía de Jesús. Sus restos fueron trasladados a España en mayo de 1607 por el padre Alonso Mesías, quien fue elegido procurador en Roma, y sepultados en la iglesia del Colegio de los Jesuitas, castillo de Monterrey, situado en Monterrey, Galicia, fundada por su abuelo Alonso.  Dejó unas deudas grandes. Su hermano Baltasar ayudó a su hijo heredero Manuel por el pleito de herencia del condado de Monterrey y de los mayorazgos de su casa ante los reyes Felipe III y Felipe IV.
Su esposa, la condesa de Monterrey, se quedó en España con sus hijos durante la ausencia del conde Gaspar, residiendo en su palacio en Madrid. Ella dio refugio a su hermana Juana de Velasco y Aragón, VI duquesa de Gandia, en diciembre de 1599, cuando la duquesa, camarera mayor de la reina Margarita de Austria, tuvo que retirarse de la corte del rey Felipe III a insinuaciones de su válido Francisco Gómez de Sandoval y Rojas, I duque de Lerma.
Su reputación de hombre honesto era tan grande que nadie propuso que se llevara a cabo el Juicio de Residencia, que normalmente se hacía al virrey saliente cuando dejaba el gobierno. La Real Audiencia de Lima en su carta del 28 de febrero de 1606 informa al rey Felipe III la muerte del virrey, conde de Monterrey, manifestando que su gobierno fue uno de los más justos y prudentes que han gozado estos Reinos y que el conde de Monterrey fue un personaje de gran talento y singulares virtudes de piedad y justicia, y las demás, que sin duda le hicieron uno de los grandes y más importantes ministros que V.M. ha tenido. Por real cédula de Felipe III, fechada el 11 de mayo de 1608 en Aranjuez, en reconocimiento a los servicios prestados a la Corona de España por el conde de Monterrey, se concedieron a sus herederos un repartimiento en el Perú, con una renta de seis mil ducados.